# Bradysia cinerascens
Bradysia cinerascens är en tvåvingeart som först beskrevs av Adalbert Grzegorzek 1884.  Bradysia cinerascens ingår i släktet Bradysia och familjen sorgmyggor.
Artens utbredningsområde är Polen. Arten är reproducerande i Sverige. Inga underarter finns listade i Catalogue of Life.